# Berre-les-Alpes
Berre-les-Alpes là một xã ở tỉnh Alpes-Maritimes, vùng Provence-Alpes-Côte d'Azur ở đông nam nước Pháp.

## Khí hậu
| Climate data for Berre-les-Alpes(1981-2010), altitude: 715 m | Climate data for Berre-les-Alpes(1981-2010), altitude: 715 m | Climate data for Berre-les-Alpes(1981-2010), altitude: 715 m | Climate data for Berre-les-Alpes(1981-2010), altitude: 715 m | Climate data for Berre-les-Alpes(1981-2010), altitude: 715 m | Climate data for Berre-les-Alpes(1981-2010), altitude: 715 m | Climate data for Berre-les-Alpes(1981-2010), altitude: 715 m | Climate data for Berre-les-Alpes(1981-2010), altitude: 715 m | Climate data for Berre-les-Alpes(1981-2010), altitude: 715 m | Climate data for Berre-les-Alpes(1981-2010), altitude: 715 m | Climate data for Berre-les-Alpes(1981-2010), altitude: 715 m | Climate data for Berre-les-Alpes(1981-2010), altitude: 715 m | Climate data for Berre-les-Alpes(1981-2010), altitude: 715 m | Climate data for Berre-les-Alpes(1981-2010), altitude: 715 m |
| Tháng                                                        | 1                                                            | 2                                                            | 3                                                            | 4                                                            | 5                                                            | 6                                                            | 7                                                            | 8                                                            | 9                                                            | 10                                                           | 11                                                           | 12                                                           | Năm                                                          |
| ------------------------------------------------------------ | ------------------------------------------------------------ | ------------------------------------------------------------ | ------------------------------------------------------------ | ------------------------------------------------------------ | ------------------------------------------------------------ | ------------------------------------------------------------ | ------------------------------------------------------------ | ------------------------------------------------------------ | ------------------------------------------------------------ | ------------------------------------------------------------ | ------------------------------------------------------------ | ------------------------------------------------------------ | ------------------------------------------------------------ |
| Trung bình ngày tối đa °C (°F)                               | 10.2 (50.4)                                                  | 11.0 (51.8)                                                  | 13.8 (56.8)                                                  | 15.6 (60.1)                                                  | 20.9 (69.6)                                                  | 24.8 (76.6)                                                  | 28.0 (82.4)                                                  | 28.4 (83.1)                                                  | 23.2 (73.8)                                                  | 18.5 (65.3)                                                  | 13.3 (55.9)                                                  | 10.5 (50.9)                                                  | 18.2 (64.7)                                                  |
| Trung bình ngày °C (°F)                                      | 6.8 (44.2)                                                   | 7.2 (45.0)                                                   | 9.6 (49.3)                                                   | 11.4 (52.5)                                                  | 16.3 (61.3)                                                  | 19.8 (67.6)                                                  | 22.8 (73.0)                                                  | 23.1 (73.6)                                                  | 18.6 (65.5)                                                  | 14.7 (58.5)                                                  | 10.0 (50.0)                                                  | 7.3 (45.1)                                                   | 14.0 (57.1)                                                  |
| Tối thiểu trung bình ngày °C (°F)                            | 3.4 (38.1)                                                   | 3.4 (38.1)                                                   | 5.5 (41.9)                                                   | 7.3 (45.1)                                                   | 11.7 (53.1)                                                  | 14.9 (58.8)                                                  | 17.5 (63.5)                                                  | 17.9 (64.2)                                                  | 14.1 (57.4)                                                  | 11.0 (51.8)                                                  | 6.7 (44.1)                                                   | 4.1 (39.4)                                                   | 9.8 (49.6)                                                   |
| Lượng Giáng thủy trung bình mm (inches)                      | 66.1 (2.60)                                                  | 40.2 (1.58)                                                  | 37.8 (1.49)                                                  | 69.3 (2.73)                                                  | 47.1 (1.85)                                                  | 39.9 (1.57)                                                  | 21.1 (0.83)                                                  | 28.4 (1.12)                                                  | 89.8 (3.54)                                                  | 117.8 (4.64)                                                 | 118.8 (4.68)                                                 | 84.5 (3.33)                                                  | 760.8 (29.96)                                                |
| Số ngày giáng thủy trung bình (≥ 1 mm)                       | 5.5                                                          | 3.4                                                          | 4.9                                                          | 8.5                                                          | 6.6                                                          | 4.4                                                          | 3.7                                                          | 3.2                                                          | 6.2                                                          | 8.5                                                          | 7.6                                                          | 6                                                            | 68.5                                                         |
| Nguồn: Infoclimat                                            |                                                              |                                                              |                                                              |                                                              |                                                              |                                                              |                                                              |                                                              |                                                              |                                                              |                                                              |                                                              |                                                              |